# Anguita (Guadalajara)
Anguita es un municipio y localidad española de la provincia de Guadalajara, en la comunidad autónoma de Castilla-La Mancha. Cuenta con una población de 156 habitantes (INE 2024).

## Población y geografía

Ubicación del término municipal dentro de la provincia de Guadalajara.

Tiene un área de 127,19 km² con una población de 205 habitantes (INE 2015). Su extensión incluye, además de la localidad homónima, los barrios de Aguilar de Anguita, Santa María del Espino, Padilla del Ducado y Villarejo de Medina.
Está integrado en la comarca de La Serranía, situándose a 87 km de la capital provincial. El término municipal está atravesado por la carretera nacional N-211 entre los pK 4 y 11. 

### Contexto geográfico
Anguita se encuentra en plena rama castellana del Sistema Ibérico, la Sierra Ministra. La mayor altitud del municipio se alcanza en el pico Cerro del Otero (1321 m), que pertenece al parque natural del Alto Tajo cerca de la cueva de la Hoz. La altitud del municipio oscila entre los 1321 m (Cerro del Otero) y los 1070 m (ribera del Tajuña) sobre el nivel del mar. El territorio está cruzado por el río Tajuña, que a su paso por la población es un río joven que desciende con rapidez bañando las vegas cuaternarias formadas con sus depósitos y que se sitúan entre colinas y montañas. Dentro del propio término, el Tajuña recibe las aguas del Arroyo del Prado y de La Madre, las de este último en el lugar conocido como El Regatillo.
El pueblo se eleva hasta los 1107 m sobre el nivel del mar. Ocupa una ladera cuya parte más baja es el cauce del río Tajuña, que corre por el hueco dejado por una falla. Anguita limita con los municipios de Alcolea del Pinar, Medinaceli (Soria), Layna (Soria), Luzaga, Iniéstola, Hortezuela de Ozén, Luzón, Mazarete, Sotodosos, Saelices de la Sal y Riba de Saelices.

## Toponimia
Siguiendo las teorías de Francisco Villar Liébana, pudiera ser que el nombre viniera de la palabra latina angustus ('hocín') y no de la palabra vascuence anguia. Esta tesis es la mayormente aceptada en la actualidad. También se ha considerado que el topónimo Anguita pudiera provenir de Anguia, (pastos, pastizal, dehesa); y que al conservar la "G velar" ante la I, esto pudiera indicar una presencia vascona anterior a la presencia celta en esta parte del Sistema Ibérico, meras conjeturas.

## Demografía
Anguita cuenta con una población de 156 habitantes (INE 2024).
| Gráfica de evolución demográfica de Anguita entre 1842 y 2021 |
| |
| Población de derecho según los censos de población del INE Población de hecho según los censos de población del INEEntre el censo de 1930 y el anterior, disminuye el término del municipio porque independiza a Iniéstola y Santa María del Espino Entre el censo de 1970 y el anterior, crece el término del municipio porque incorpora a Aguilar de Anguita, Santa María del Espino y Villarejo de Medina Entre el censo de 1981 y el anterior, crece el término del municipio porque incorpora a Padilla del Ducado |

| 1991 |  | 1996 |  | 2001 |  | 2004 |  | 2010 |  | 2013 |  | 2015 |
| ---- |  | ---- |  | ---- |  | ---- |  | ---- |  | ---- |  | ---- |
| 334  |  | 316  |  | 292  |  | 253  |  | 263  |  | 216  |  | 205  |

## Historia
Con la Reconquista, el lugar se encuadra en el Común de Villa y Tierra de Medinaceli, con cuyos fueros se rige y ordena. Fue lugar de paso de El Cid,[cita requerida] además de Campo Taranz, en su viaje a Valencia. Pernoctó una noche,[cita requerida] razón por la cual, el pueblo, con la denominación de “Cuevas de Anguita”, aparece en el Cantar de Mío Cid. Se produjo la excomunión del lugar, junto con las demás aldeas de Medinaceli, por no colaborar con la construcción de la catedral de Sigüenza, siglo XII. El conflicto se solucionó mediante bula papal del séptimo año del pontificado del papa Celestino III. Continuó como señorío de realengo hasta que en el siglo XIV todo el Común pasa a ser condado, primero, y ducado, después, siguiendo en esta situación hasta el siglo XIX. Se cree que el rey Felipe II durmió en el lugar por una noche.[cita requerida]
Durante estas centurias, Anguita siguió la adscripción de la Tierra de Medinaceli, perteneciendo, con la división provincial, a Soria. Pasada la Guerra de Independencia, se encuadraría en la provincia de "Guadalajara con Molina". En el siglo XIX, Anguita, junto con otros pueblos de la Tierra de Medinaceli situados al sur de la sierra, fue encuadrada en la actual provincia de Guadalajara, perteneciendo desde entonces al partido judicial de Sigüenza.
En el año 1813, dentro del palacete que actualmente es el Ayuntamiento, se firmó el Acta de Constitución de la Diputación Provincial de Guadalajara con Molina, la primera de España (conforme a la Constitución de Cádiz).
Los aires puros y el benigno clima estival de la comarca atrajeron durante una temporada a Santiago Ramón y Cajal a veranear en la villa, sobre todo porque su mujer se aquejaba de una enfermedad respiratoria, y su ama de llaves, que era anguiteña, les recomendó acudir al lugar. Por esta razón, la principal calle del pueblo está dedicada en su honor. Los aires puros y el benigno clima estival de la comarca atrajeron durante una temporada a Santiago Ramón y Cajal a veranear en la villa, sobre todo porque su mujer se aquejaba de una enfermedad respiratoria, y su ama de llaves, que era anguiteña, les recomendó acudir al lugar. Por esta razón, la principal calle del pueblo está dedicada en su honor.
En 1994 un incendio arrasó gran parte de su pinar, el cual había sido objeto de pleito con el cercano municipio de Iniéstola, disputa que motivaría la Sentencia del Tribunal Supremo de 13 de junio de 1940.

## Patrimonio

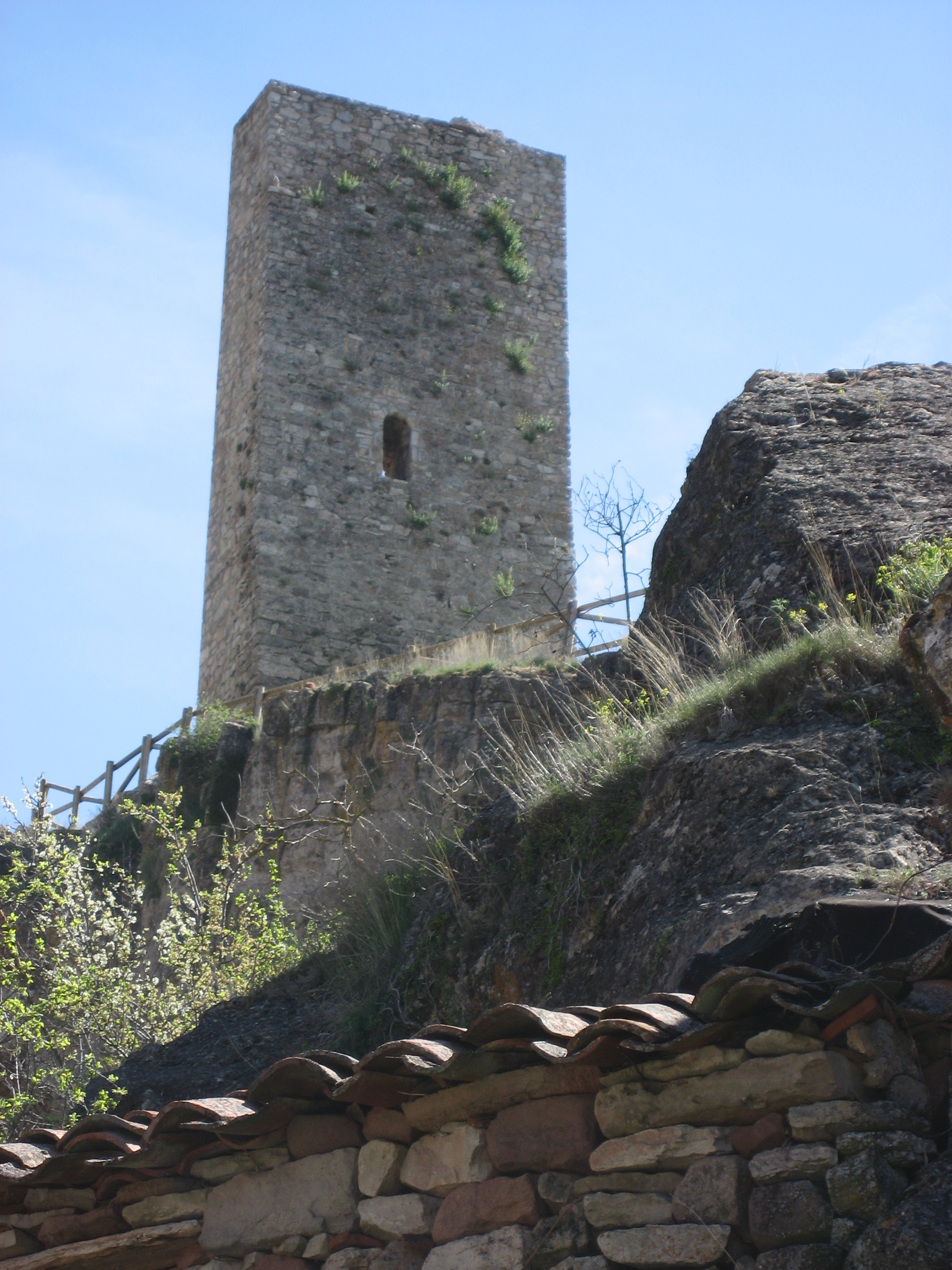
La Torre de la Cigüeña, símbolo de Anguita.

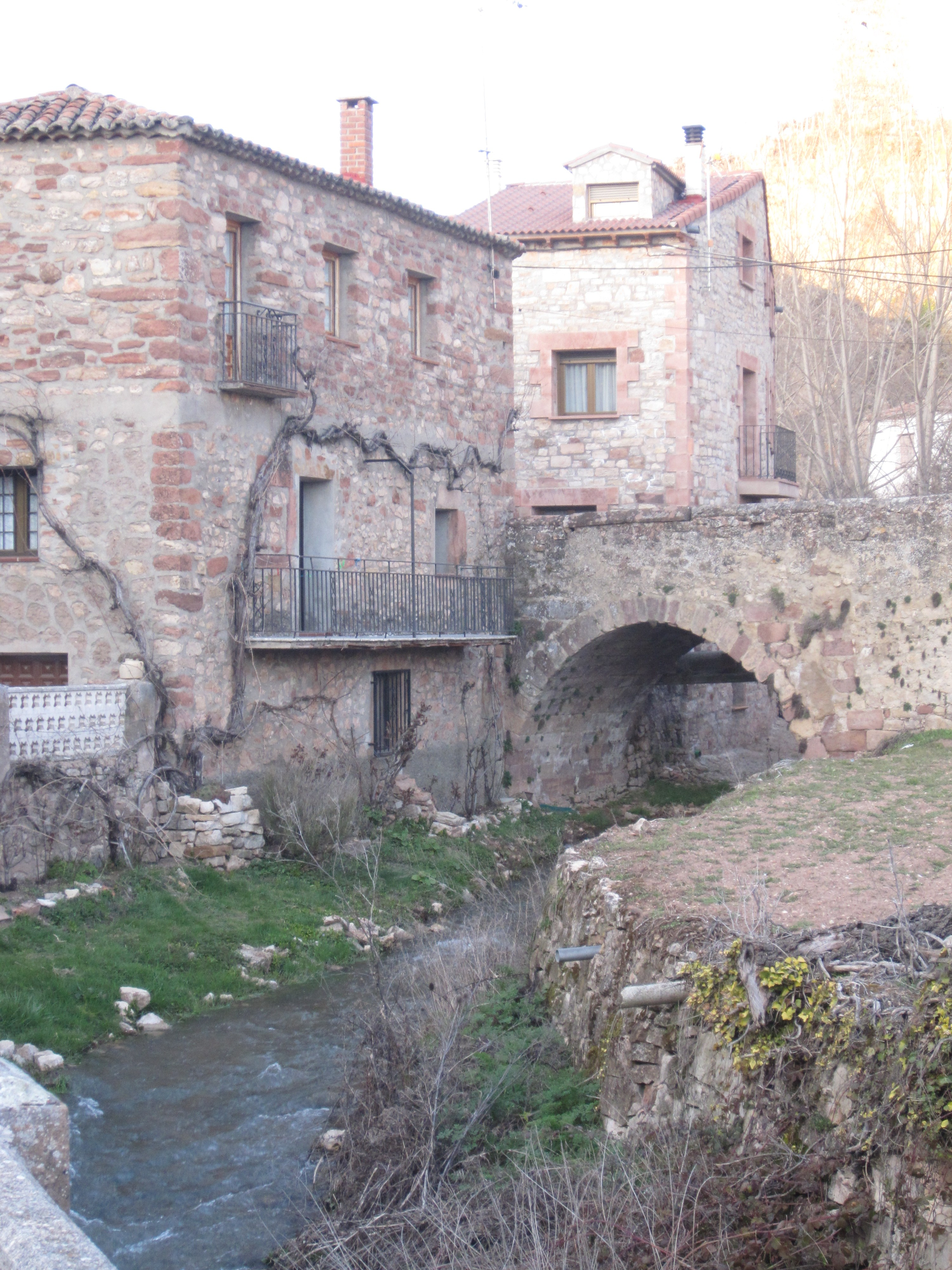
Puente del Canto sobre el río Tajuña a su paso por Anguita.

El término municipal destaca por su riqueza arqueológica, al ser uno de los más importantes en cuanto a restos de la cultura celtíbera se refiere. 
Se encuentran, en la pedanía de Aguilar de Anguita, las necrópolis de "El Altillo" y de la "Carretera Vieja". La primera es la más grande conocida en lo que se refiere a la cultura celtíbera. También se puede apreciar una pequeña muestra de grabados rupestres en la cueva de La Mora.
En este término se encuentran también varios castros y asentamientos como los de "La Cerca" (Aguilar de Anguita) y "El Hocincavero-Los Castillejos" (en Anguita), y el más conocido dolmen del Portillo de las Cortes, el cual es un yacimiento arqueológico, más concretamente una necrópolis, datada en el Neolítico.
Igualmente, destaca la presencia de una eventual ciudad celtíbera, posterior campamento-asentamiento romano, en Anguita-Aguilar: La Cerca, "Las Navas" del que solo quedan tramos de los muros en piedra apilada del campamento.
Entre sus principales monumentos se encuentran:
- La "Torre de la Cigüeña" y "Torremocha" (de ella sólo se conserva la base), que son lo que queda de un sistema defensivo de torres de vigilancia árabes.
- Destacan la iglesia de San Pedro (ejemplo de transición del románico al gótico) en el barrio de La Hoz, la ermita de Nuestra Señora de la Lastra, en la cual se custodia la imagen de la patrona del lugar, y la ermita de la Soledad, situada a la entrada del pueblo.
- Se conserva la puerta y fachada de un antiguo hospital de beneficencia con un amplio portal dovelado, situado en el centro del pueblo, junto a la farmacia (siglo XV aprox.).
- El edificio histórico en el que se aloja actualmente el Ayuntamiento de Anguita, fue descrito por el arquitecto Manuel Manzano-Monís y López-Chicheri en los siguientes términos: “En la Plaza Mayor de Anguita destaca, sobre toda la fábrica urbana, el propio edificio que alberga el Ayuntamiento, con una fachada de arco adovelado, alfiz y patio acorralado interior rodeado de columnas y artesonado que enseñorea al pequeño palacete. Se entra bajo un arco de dovelas en semicírculo al que corona un escudo señorial, testigo de su grandeza. Detrás de la puerta principal aparece un portal donde sólo hay dos placas conmemorativas: una embocadura da acceso al corral, con artesonado de madera, descubierto; y una gran escalera de madera conduce al Salón de Plenos, al despacho del Alcalde, y demás estancias”.
- Antaño se conservaba un nevero islámico en el paraje homónimo, si bien se destruyó al construir el actual camino a Luzón.
- El lugar tuvo fama en lo que a la manufactura de la lana se refiere, contando con diversos tintes, telares y batanes, siendo sus lanas incluso célebres en Flandes.
- En el barrio de Aguilar de Anguita destacan los restos de un pequeño puente de época romana y de un trozo de calzada romana, situados en el Prado de Aguilar (término municipal de Anguita).
- También es famosa esta localidad por poseer unas cuevas donde durmió El Cid, formando parte asimismo de la Ruta del Cid.

## Comunicaciones
Por carretera se encuentra la Autovía del Nordeste (A-2), desde la que hay que seguir la N-211 (salida 135) hasta Aguilar de Anguita y allí, seguir el desvío hacia Anguita, aunque también existe un acceso más adelante, el que se usa si vienes desde Molina de Aragón por la N-211.
Por tren la estación de Sigüenza está a unos 30 m de Anguita. Para dirigirse a Anguita, hay que seguir la carretera que parte de esta localidad hasta Alcolea del Pinar. En Alcolea del Pinar hay que dirigirse hacia La N-211 y ya, se sigue la misma ruta que la ya explicada. La estación de Medinaceli, se encuentra a unos 20 km.
También hay servicio de autocares.

## Servicios
En el lugar existe casa de cultura (pabellón municipal), centro social, consultorio médico, farmacia, bar teleclub, chiringuito veraniego, piscina municipal y pista polideportiva.
- En el pinar de Anguita, camino a Luzaga, se encuentra el campamento juvenil Amadis de Gaula.[4]

## Fiestas

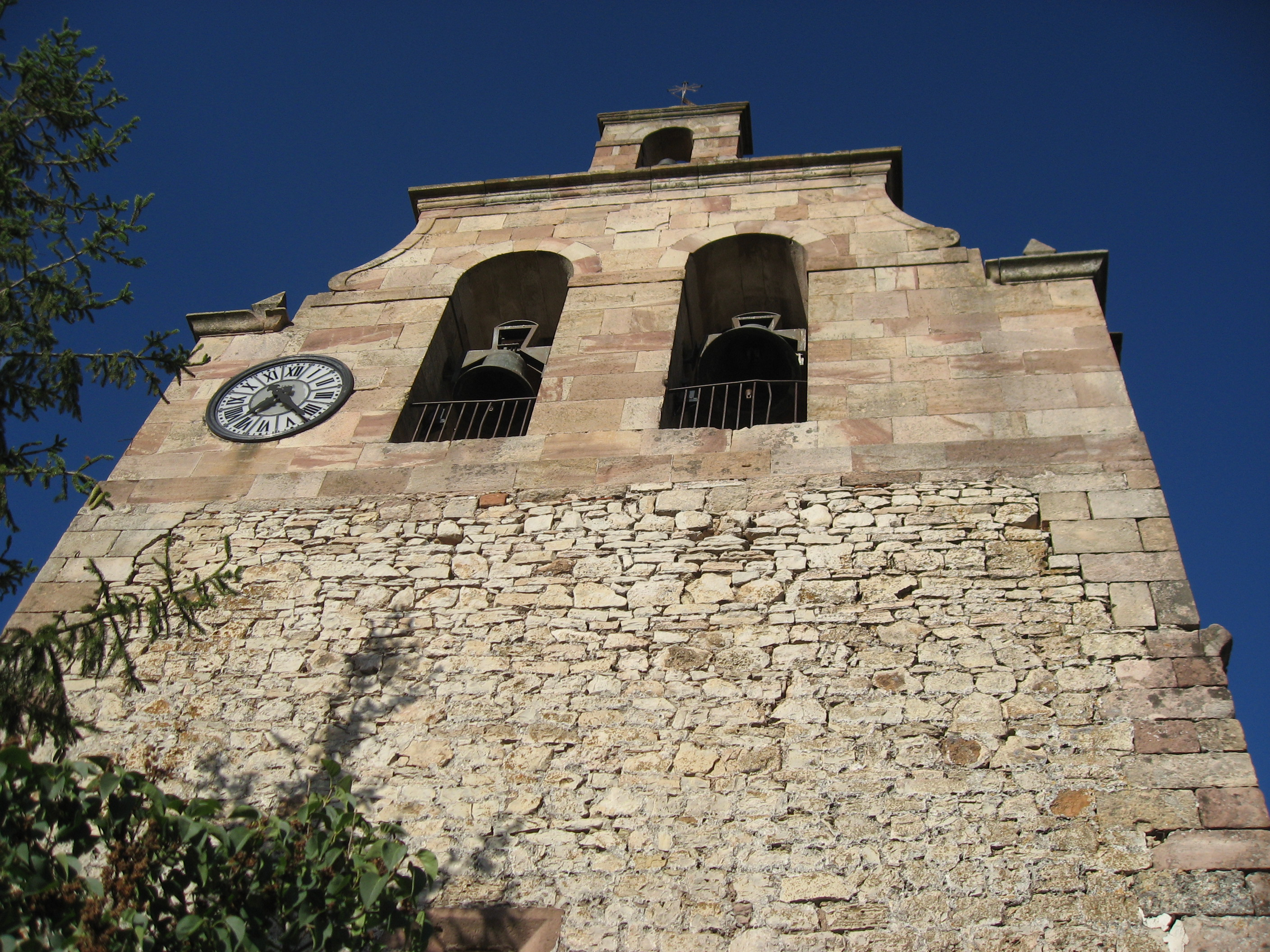
Ermita de Nuestra Señora de la Lastra.

La fiesta patronal de Anguita, se celebra en honor de Nuestra Señora de la Lastra (o la Virgen del Rosario), se celebra el primer fin de semana de octubre. Conforme se acercan las fiestas, se celebran dos acontecimientos típicos: las novenas en honor de la Virgen, y las luminarias, acto que consiste en hacer una gran hoguera, con leña comunal, en el Cantón. Desde un punto de vista religioso, destaca la celebración, durante las fiestas, de dos actos litúrgicos: la Adoración de la Virgen (que pone fin a las Novenas, acto en el que se hacen ofrendas y donativos a la Virgen) y el Rosario de la Aurora. 
El domingo por la mañana, se celebra una multitudinaria misa en honor de la Virgen, y posteriormente una procesión de la imagen por las calles del pueblo. Seguidamente, sobre la una del mediodía, se celebran las conocidas almonedas en el Salón de Plenos del Ayuntamiento, presididas por el párroco y los concejales del pueblo, y a las que asisten muchos vecinos. Las ganancias obtenidas son destinadas a la Virgen y a las iglesias de Anguita.
También son destacables las celebraciones religiosas que se llevan a cabo durante la Semana Santa, sobre todo la procesión del Viernes Santo, conocida como "El entierro", en la que todo el pueblo queda a oscuras (se apaga el alumbrado público) mientras se lleva a cabo este acto.
Las fiestas de verano, muy conocidas por la zona, se celebran el primer fin de semana de agosto, y son organizadas por la Comisión de Festejos de Anguita.

## Algunos enclaves del lugar

### Peña el Águila
Peña el Águila es un paraje situado en el valle del río Tajuña (camino de Anguita a Luzón), cerca del paraje conocido como "los Batanes", en el inicio del paraje de "las Mijotas". 
Se trata de una formación geológica tallada en la piedra caliza, abundante en la zona, producto de la erosión. Su nombre se debe al parecido que tiene el lugar con el cráneo de una rapaz: se puede ver forma del ojo, pico y orificio nasal.
En el lugar se encuentran poblaciones de córvidos y rapaces, situándose en la vega del Tajuña (lugar abundante en fauna y flora autóctonas).

#### Importancia del lugar
La formación donde se encuentra separa al río Tajuña del Campo Taranz (paramera situada a, aproximadamente, 1.200 metros de altitud). 

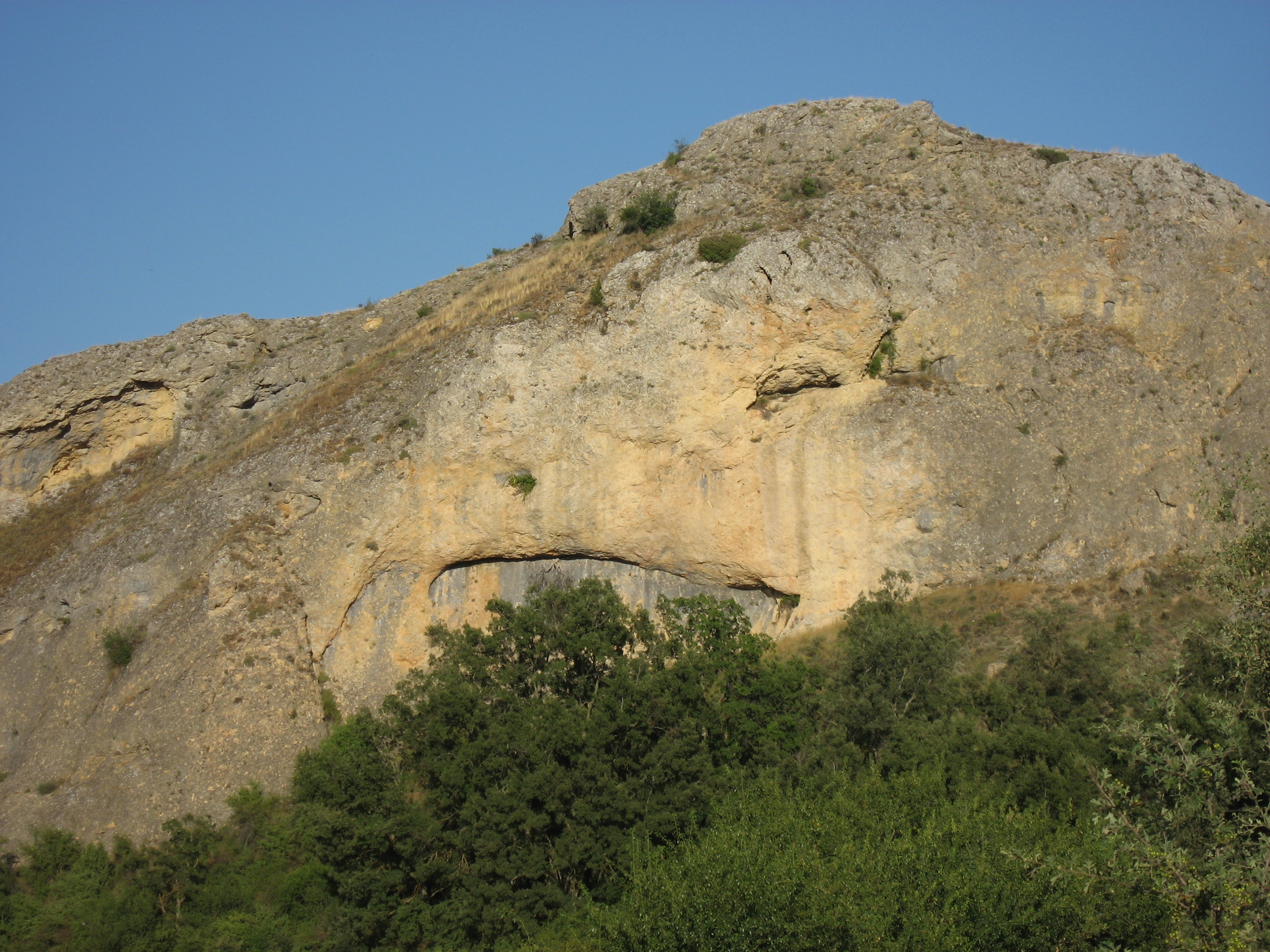
Peña el Águila, camino a Luzón, desde Anguita.

Peña el Águila es un desfiladero inexpugnable, especialmente frente a aquellos que pretendan subir al Campo Taranz desde la vega del Tajuña.
Por este lugar se cree que transitó el Cid, en su destierro.

#### La batalla de "Peña el Águila"
El hecho más importante acaecido en el lugar es la batalla que tuviera lugar, durante la Guerra de la Independencia Española, entre las tropas del General Hugo y las tropas de la resistencia española. La victoria fue para los franceses, procediendo al saqueo de la zona como represalia. 
Las tropas españolas no estuvieron compuestas por las del Empecinado, sino por los hombres del señor de Palafox. En la misma pereció el padre Gil, monje que se hiciera famoso durante el sitio de Zaragoza.

### Castro de Hocincavero
El castro de Hocincavero o Los Castillejos, es un castro celtíbero y yacimiento arqueológico situado en el término municipal. El yacimiento pertenece a la cultura celtibérica, datado en la II Edad del Hierro. Destaca el hecho de que se hayan conservado importantes defensas "cheveaux-de-frise".

### Ratilla
Ratilla es un antiguo pueblo, hoy desaparecido, que estaba situado en la provincia de Guadalajara. El lugar donde se asentaba, hoy pertenece al municipio de Anguita. Constancia del pueblo se tiene virtud de múltiples testimonios documentales y arqueológicos. Es una de las localidades del Común de Villa y Tierra de Medinaceli excomulgadas en el siglo XII, si bien, ya aparece como despoblado en el Diccionario de Madoz. Cuenta la leyenda (versión de Anguita), que todos los habitantes del pueblo, menos una mujer, se fueron a una boda, donde se envenenaron. La mujer que se quedó sin ir se salvó, y se fue a vivir a Anguita.